# Sophie Charlotte av Oldenburg
Sophie Charlotte av Oldenburg, född 2 februari 1879 i Oldenburg, död 29 mars 1964 i Westerstede, var en preussisk prinsessa, dotter till Fredrik August II av Oldenburg och hans 1:a maka Elisabeth av Preussen (dotter till Fredrik Karl av Preussen). Hon giftes bort 1906 i Berlin med prins Eitel Fredrik av Preussen, son till Vilhelm II av Tyskland.
Sophie Charlottes mor var sjuklig, och i fruktan för att även hon skulle få en dålig hälsa tillbringade hon tiden före sitt äktenskap på många resor till varmare klimat. År 1904 fängslade fadern en journalist som hade spridit ut ryktet att en av hennes resor hade förorsakats av hennes sexuella förhållande till faderns adjutant. Hennes far gifte om sig 1895, vilket gjorde att hon ivrigt såg fram emot att gifta sig för att kunna flytta hemifrån. 
Äktenskapet arrangerades av hennes blivande svärföräldrar, det tyska kejsarparet. Sophie Charlotte sågs som lämplig att gifta sig med Eitel på grund av att medlemmarna av familjen Oldenburg allmänt ansågs ha ärftliga egenskaper, så som tystnad och anständighet, som ansågs passande för en gemål; kejsarparet var också angelägna att Eitel gifte sig snabbt, eftersom det hade gått rykten om att han var homosexuell. Först hade hon övervägts som gemål till tronföljaren, men han hade valt en annan. Ett antal möten arrangerades mellan paret 1905 och Eitel gick med på arrangemanget.
Paret bosatte sig i Potsdam och deras relation blev ganska snart omvittnat olycklig, eftersom Eitel Fredrik av allt att döma var homosexuell och brydde sig mycket lite om sin fru. Sophie Charlotte fick ett entusiastiskt välkomnande i Berlin men hade svårt att skaffa sig vänner och levde ganska ensam och isolerad. Hon reagerade över sin ställning, som gift med en homosexuell man för att bevara skenet, med att uppvisa en kylig distans till omvärlden. Paret träffades sällan, särskilt under kriget, och Sophie Charlotte tillbringade sin dagar ensam med att läsa och måla. Hon ansågs ha viss talang för målning. Hennes förmögenhet blev också välkänd och nämndes ofta offentligt. Paret fick inga barn. De ska ha velat skilja sig redan före kriget, men vägrats tillstånd av kejsaren.
År 1918 avskaffades monarkin i Tyskland, och året därpå ansökte maken om skilsmässa med äktenskapsbrott som motivering; skilsmässan gick igenom 1926 med Eitels otrohet som officiell motivering. År 1922 stämde Eitel fyra tidningar efter att de publicerat nyheten om Sophie Charlottes otrohet. Bakgrunden var att Sophie Charlotte under ed som vittne vid ett skilsmässomål hade uppgett att hon hade haft en relation med Baron von Plettenberg under hela sitt äktenskap med sin makes godkännande ända fram till Plettenbergs eget giftermål. Hon förnekade dock sitt vittnesmål offentligt till tidningarna. Efter att skilsmässan gått igenom 1926 gick många rykten i tidningarna om vem hon skulle gifta om sig med.
Hon gifte om sig 1927 i Rastede med kapten Harald von Hedemann (1887-1951). Detta senare äktenskap blev mycket lyckligt, men paret fick inga barn.